# Bohdan Kolmakov
Bohdan Kolmakov (ukrainska: Богдан Колмаков), född 23 november 1997 i Kirovohrad oblast, är en ukrainsk parkourutövare.

## Karriär
Kolmakov började med parkour som tioåring. I september 2021 tog han guld i speed vid världscupen i Sofia.
I juli 2022 vid World Games 2022 i Birmingham tog Kolmakov guld i speed. I september 2022 tog han även guld i speed vid världscupen i Sofia. Följande månad vid VM i Tokyo tog Kolmakov herrarnas första VM-guld i speed i den första upplagan av mästerskapet. Han vann på tiden 25,25 sekunder och var 0,59 sekunder före tvåan Andrea Consolini från Italien.